# Zeeslag bij het eiland Savo

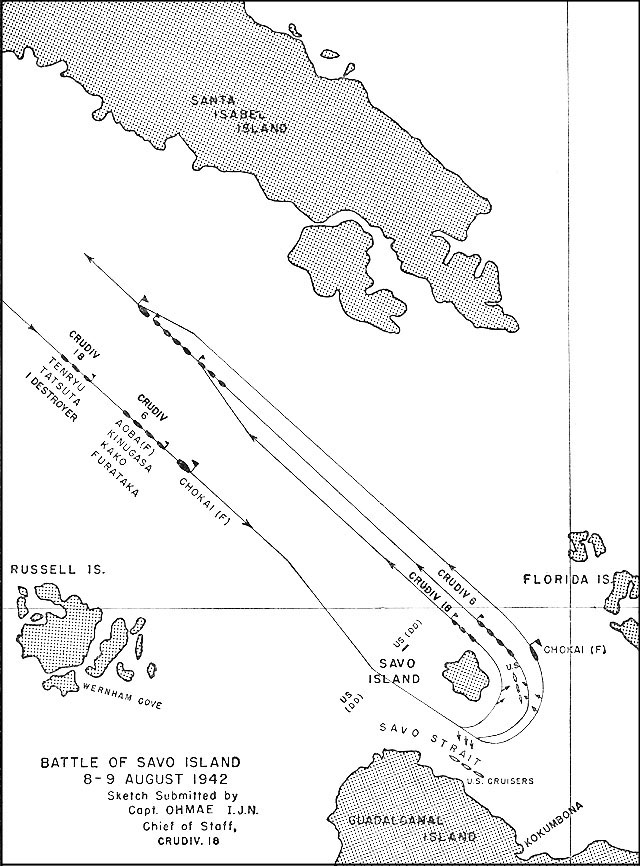
Kaart met de Japanse vlootbewegingen

De zeeslag bij het eiland Savo (deel van de Salomonseilanden) vond plaats in de nacht van 8 op 9 augustus 1942. De slag was een poging van de Japanse Keizerlijke Marine om de Amerikanen van het eiland Guadalcanal, waarop ze twee dagen eerder waren geland, te verdrijven. Later volgden er nog een aantal confrontaties in wat historici de slag om Guadalcanal noemen.

## Aanloop
Zodra de Japanse Marine lucht kreeg van de bezetting van Guadalcanal werd in Rabaul een flottielje verzameld, onder bevel van schout-bij-nacht Gunichi Mikawa. De Japanse strijdmacht bestond uit zeven kruisers, waaronder de zware kruisers Chokai, Furutaka, Aoba, Kako en Kinugasa. Mikawa voer rond het middaguur van 8 augustus The Slot binnen, een 90 km brede doorvaart tussen de Salomonseilanden, om 's nachts bij Guadalcanal aan te komen. Alhoewel de Amerikaanse torpedojager Blue, die de wacht optrok bij Savo, radar aan boord had, werd de Japanse strijdmacht niet ontdekt.

## De zeeslag
De Australische Canberra maakte mee deel uit van de zeemacht die Guadalcanal verdedigde. Vooraleer ze goed en wel besefte dat vreemde schepen hun haven binnendrongen, was de Canberra getroffen door twee torpedo's en zinkend. De Chicago verloor haar boeg. De Quincy, Vincennes en Astoria incasseerden treffers en zonken bijna onmiddellijk. De beschadigde destroyer Jarvis werd gekelderd bij een vliegtuigaanval toen zij terug naar haar basis hinkte. De Japanners kwamen weg met lichte schade aan twee schepen.
Gelukkig voor de Amerikanen liet Mikawa de transportschepen ongemoeid, waarvoor hij later hevige kritiek kreeg. Als hij had doorgezet had hij misschien de afloop van de Guadalcanalcampagne en van de oorlog in de Stille Oceaan kunnen wijzigen. Maar hij was onzeker over de positie van de Amerikaanse vliegdekschepen waarmee hij een confrontatie wou vermijden en vond dat hij genoeg had gedaan.
De Amerikanen trokken hun zeestrijdkrachten terug. Ze hadden de zwaarste nederlaag geleden in hun geschiedenis. Ze telden meer dan 1200 doden en 700 gewonden. Kapitein Samuel Moore van de Quincy en kapitein Frank Getting van de Canberra sneuvelden. Kapitein Howard Bode van de Chicago pleegde later zelfmoord; alhoewel zijn schip schade had opgelopen tijdens de slag werd hem verweten dat hij zich te passief had opgesteld.
Mariniers op Guadalcanal noemden deze slag later The Battle of the Five Sitting Ducks. De zeecorridor werd omgedoopt tot Ironbottom Sound.